# NBB Most Valuable Player
O prêmio de Jogador Mais Valioso do NBB (NBB Most Valuable Player) é dado ao melhor jogador da temporada do NBB. o prêmio é dado desde a primeira temporada do NBB, em 2009. O maior vencedor do prêmio é o ala-armador Marcelinho Machado, com 2 prêmios consecutivos. O prêmio é dado ao final da temporada, na festa de premiação do campeonato, um dia após o jogo final dos Playoffs. Antes do evento, 3 candidatos são anunciados e durante o evento o vencedor é escolhido.

## Vencedores
| ^           | Indica um jogador que continua ativo no NBB                             |
| *           | Eleito para o Naismith Memorial Basketball Hall of Fame                 |
| Jogador (X) | Indica o número de vezes que o jogador foi nomeado Jogador Mais Valioso |
| Time (X)    | Indica o número de vezes que um jogador desse time venceu               |

| Temporada | Jogador                | Posição     | Nacionalidade  | Time            | Ref.        |
| --------- | ---------------------- | ----------- | -------------- | --------------- | ----------- |
| 2009      | Marcelinho Machado     | Ala         | Brasil         | Flamengo        | [ 1 ]       |
| 2009–10   | Marcelinho Machado (2) | Ala         | Brasil         | Flamengo (2)    | [ 2 ]       |
| 2010–11   | Guilherme Giovannoni   | Ala-pivô    | Brasil         | Lobos Brasília  | [ 3 ]       |
| 2011–12   | Murilo Becker^         | Pivô        | Brasil         | São José        | [ 4 ]       |
| 2012–13   | Marquinhos^            | Ala         | Brasil         | Flamengo (3)    | [ 5 ]       |
| 2013–14   | David Jackson^         | Ala         | Estados Unidos | Limeira         | [ 6 ] [ 7 ] |
| 2014–15   | Alex Garcia^           | Ala         | Brasil         | Bauru           | [ 8 ] [ 9 ] |
| 2015–16   | Marquinhos^ (2)        | Ala         | Brasil         | Flamengo (4)    | [ 10 ]      |
| 2016–17   | Desmond Holloway       | Ala-armador | Estados Unidos | Pinheiros       | [ 11 ]      |
| 2017–18   | Marquinhos^ (3)        | Ala         | Brasil         | Flamengo (5)    | [ 12 ]      |
| 2018–19   | J.P. Batista^          | Pivô        | Brasil         | Mogi das Cruzes | [ 13 ]      |
| 2019-20   | George de Paula^       | Armador     | Brasil         | São Paulo       | [ 14 ]      |
| 2020-21   | Lucas Mariano^         | Pivô        | Brasil         | São Paulo (2)   | [ 15 ]      |
| 2021–22   | Bruno Caboclo          | Ala-pivô    | Brasil         | São Paulo (3)   | [ 16 ]      |

## Ligações Externas
- Página Oficial do NBB